# Armand-Prosper Faugère
Pour les articles homonymes, voir Faugère.
Armand-Prosper Faugère, né le 10 février 1810 à Bergerac et mort le 15 mars 1887 dans le 6e arrondissement de Paris, a occupé la fonction de sous-directeur du Cabinet des relations extérieures au Ministère des affaires étrangères et directeur des Archives et des Chancelleries. Il est principalement connu comme historien et éditeur de Blaise Pascal et donne une nouvelle impulsion aux recherches sur Pascal en basant, le premier, son édition sur ses papiers originaux, à la suite du rapport de Victor Cousin à l'Académie française.

## Biographie
Son ouvrage La vie et les bienfaits de La Rochefoucauld-Liancourt, publié en 1835 chez Ledoyen, marque le début de sa carrière littéraire. Ce mémoire a été écrit dans le cadre d'un prix décerné par la société Montyon et Franklin. Il officie également comme avocat après des études de droit à Paris.
Dès 1839, il occupe brièvement le poste de chef du secrétariat au ministère de l'instruction publique, qu'il quitte à la suite du départ d'Abel-François Villemain. C'est en juin 1840 qu'il intègre le Ministère des Affaires étrangères, sous la direction d'Adolphe Thiers. En 1845, il devient rédacteur, puis sous-directeur à la division du Midi (qui concerne l'Espagne, le Portugal, la Suisse, l'Italie, la Porte Ottomane, et les États-Unis jusqu'en 1855), fonction qu'il occupe jusqu'au 28 octobre 1866. Ses qualités littéraires reconnues lui valent une nomination à la fonction de Directeur des Archives et des Chancelleries, ou chef du Dépôt des Archives, de 1866 à 1880. Il prend ainsi la suite de Pierre Cintrat (1793-1880), en fonction depuis 1849.
Sa prise de poste l'amène aux côtés de Viennot et Tétot. L'un de ses prédécesseurs, Dumont, a effectué de nombreux travaux dans les archives, jusqu'à séparer des séries de documents pour créer de nouveaux ensembles, et aurait manifesté une certaine possessivité à l'égard des documents - attitude que les gens de lettres, parmi lesquels Sainte-Beuve, espèrent voir disparaître avec la nomination de Faugère. Ce souhait d'un accès facilité aux archives diplomatiques ne se réalise apparemment pas à la hauteur des espérances du public, mais suffisamment pour la publication par des chercheurs de travaux de recherches basés sur les riches documents conservés.
Rapidement reconnu pour son talent d'écrivain, Faugère remporte en 1842 un troisième Prix d'éloquence de l'Académie pour son Éloge de Blaise Pascal, travail qui l'amène à trouver des sources inédites. Dès lors, il débute des recherches sur la carrière du savant dont il devient l'un des éditeurs et spécialistes reconnus.

## Travaux sur Blaise Pascal

### Édition desPensées
L'édition de Faugère pose un jalon dans l'histoire éditoriale des Pensées : contrairement aux précédentes, elle ne se base pas sur celle publiée en 1670 par Port-Royal et préfacée par Étienne Périer, mais sur les papiers originaux de Blaise Pascal. Cette décision fait suite à un rapport véhément publié en 1842 par Victor Cousin, dans lequel il démontre que la version de Port-Royal ne respecte en rien les notes de Blaise Pascal et encourage vivement la publication d’une nouvelle édition,,dans un contexte de regain d'intérêt pour les recherches relatives à Pascal. Il insiste non sur la mise de côté de certains textes, légitimée par les conflits de l'époque avec les Jésuites, mais principalement sur l'intégration de sources secondaires par Bossut notamment, ou sur « les additions incroyables que Port-Royal a fait de sa propre main ». Son principal regret réside dans ce qu'il considère comme une déformation du style original de Blaise Pascal et il affirme que « Port-Royal [n'a] pas une imagination capable de comprendre celle de Pascal, les troubles de son cœur, les inquiétudes de sa raison, l'immortelle originalité de son style. ». Il qualifie certaines des modifications opérées par Port-Royal de « censure de la médiocrité sur le génie », considère le style de Pascal « mutilé et défiguré de toutes les manières » et attribue plus volontiers cet irrespect au duc de Roannez et à Étienne Périer qu'à Antoine Arnauld et Pierre Nicole. Cousin a de plus « donné des échantillons nombreux de tous les genres d'altérations, altérations de mots, altérations de tours, altérations de phrases, suppressions, substitutions, additions, compositions arbitraires et absurdes tantôt d'un paragraphe, tantôt d'un chapitre entier, à l'aide de phrases et de paragraphes étrangers les uns aux autres, et, qui pis est, décompositions plus arbitraires encore et vraiment inconcevables de chapitres qui, dans le manuscrit de Pascal, se présentaient parfaitement liés dans toutes leurs parties et profondément travaillés ».
L'édition de Faugère pose un jalon dans l'histoire éditoriale des Pensées : contrairement aux précédentes, elle ne se base pas sur celle de Port-Royal, publiée en 1670 par Port-Royal et préfacée par Étienne Périer, mais sur les papiers originaux de Blaise Pascal. Cette décision fait suite à un rapport véhément publié en 1842 par Victor Cousin, dans lequel il démontre que la version de Port-Royal ne respecte en rien les notes de Blaise Pascal et encourage vivement la publication d’une nouvelle édition,,dans un contexte de regain d'intérêt pour les recherches relatives à Pascal. Il insiste non sur la mise de côté de certains textes, légitimée par les conflits de l'époque avec les Jésuites, mais principalement sur l'intégration de sources secondaires par Bossut notamment, ou sur « les additions incroyables que Port-Royal a fait de sa propre main ». Son principal regret réside dans ce qu'il considère comme une déformation du style original de Blaise Pascal et il affirme que « Port-Royal [n'a] pas une imagination capable de comprendre celle de Pascal, les troubles de son cœur, les inquiétudes de sa raison, l'immortelle originalité de son style. ». Il qualifie certaines des modifications opérées par Port-Royal de « censure de la médiocrité sur le génie », considère le style de Pascal « mutilé et défiguré de toutes les manières » et attribue plus volontiers cet irrespect au duc de Roannez et à Étienne Périer qu'à Antoine Arnauld et Pierre Nicole. Cousin a de plus « donné des échantillons nombreux de tous les genres d'altérations, altérations de mots, altérations de tours, altérations de phrases, suppressions, substitutions, additions, compositions arbitraires et absurdes tantôt d'un paragraphe, tantôt d'un chapitre entier, à l'aide de phrases et de paragraphes étrangers les uns aux autres, et, qui pis est, décompositions plus arbitraires encore et vraiment inconcevables de chapitres qui, dans le manuscrit de Pascal, se présentaient parfaitement liés dans toutes leurs parties et profondément travaillés ».

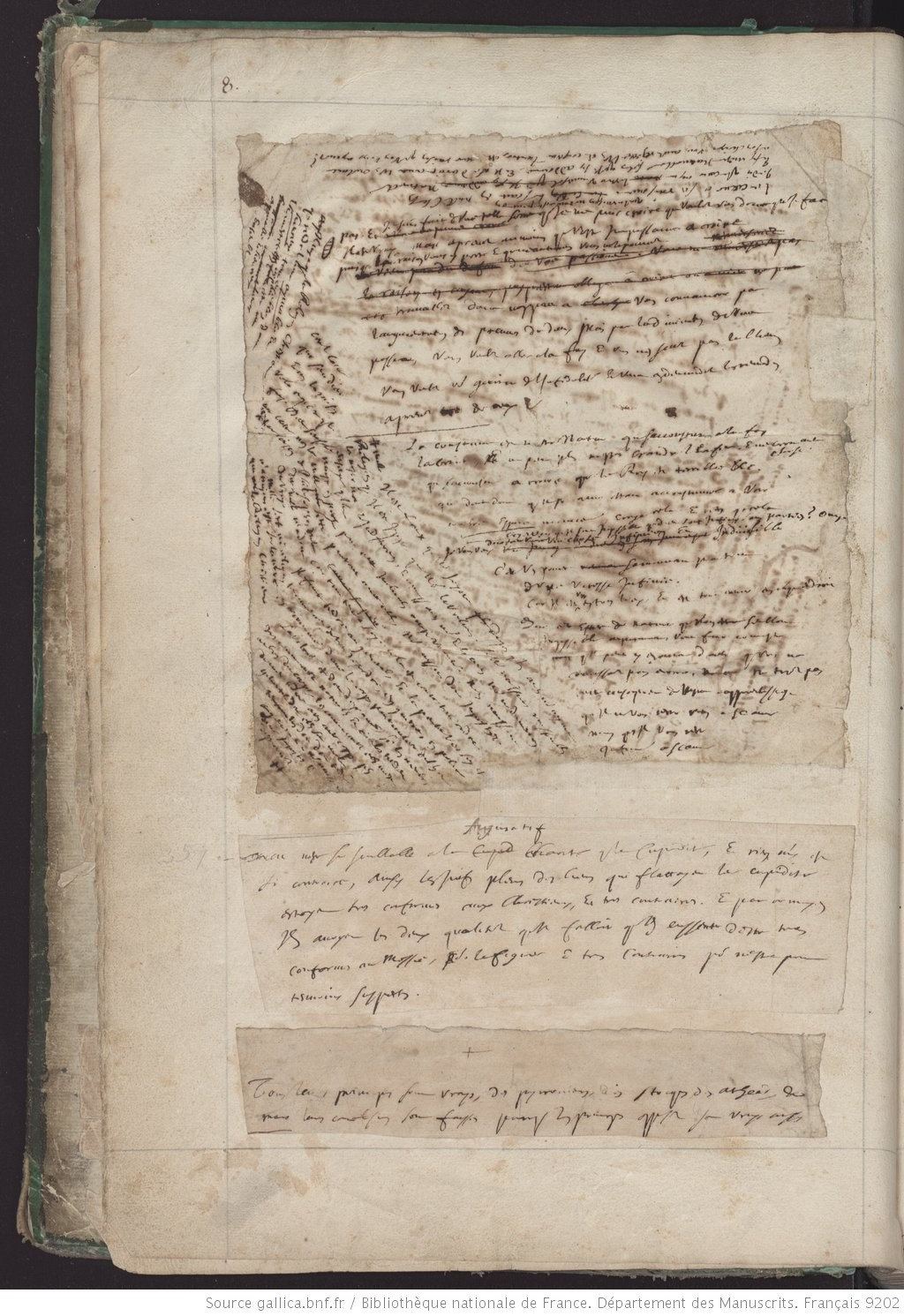
Page du Recueil des papiers originaux de Blaise Pascal (ms 9202).

Les recherches de Victor Cousin exposées dans son rapport montrent qu'il a déjà préparé une édition des Pensées qu'il juge indispensable, sans certitude de pouvoir la publier lui-même. Son travail préalable consiste en la publication de fragments inédits dans l'optique de « rétablir le vrai texte de Pascal sur les points les plus essentiels ». Il met en parallèle ce qui constituait selon lui l'original à côté de toutes les modifications qu'il relève dans les éditions de Port-Royal et de Bossut et restitue « sous leur vraie forme » certains des écrits de Pascal tels que ceux relatifs au pari, aux deux infinis, ou les neuf lettres à Charlotte de Roannez là où une seulement a jusqu'alors été publiée.
L'impulsion donnée par Cousin aux travaux pascaliens a très vite été reconnue par ses contemporains. Selon Sainte-Beuve, en mettant en lumière les modifications apportées par les éditeurs successifs et leurs possibles corrections, il a permis une avancée considérable dans les tentatives de retrouver les textes originaux de Blaise Pascal et d'approcher au mieux sa pensée sur les plans philosophique et religieux. Par ailleurs, la découverte du Recueil Original (ms 9202) et de certains fragments tendent à considérablement modifier la vision jusque là admise du philosophe.
En ce qui concerne Faugère, Pascal est « un écrivain en qui se rencontrent, dans une merveilleuse alliance, la beauté de l'âme et la grandeur du génie ». Ses recherches pour l'édition des Pensées l'amènent « durant la dernière quinzaine d'octobre et la première quinzaine de novembre 1843 » à Romagnat, près de Clermont-Ferrand. Il rencontre dans cette ville M. Bellaigue de Rabanesse, qui lui permet de consulter les documents qu'il conserve depuis une soixantaine d'années. Il s'agit en l'occurrence de deux des trois manuscrits de Pierre Guerrier, neveu de Jean Guerrier, lui-même cousin de Marguerite Périer, copiés d'après les originaux à la demande de la famille de Blaise Pascal après la mort de ce dernier en 1662. Très lié par son travail à Bellaigue de Rabanesse, Faugère regrette que le décès de celui-ci, le 21 janvier 1844, ne lui permette pas de voir le travail éditorial des Pensées achevé. Il se tourne également vers le troisième manuscrit ; il se « [précipite] sur le grand in-folio de 253 pages, catalogué à la Bibliothèque Royale de Paris, sous le n°9202 du fonds français, et qui contient le manuscrit original des Pensées. ».
Son étude de ce manuscrit original lui permet par ailleurs de découvrir le fragment Le Mystère de Jésus. Victor Cousin avait déjà, en amont, publié des fragments inédits découverts dans le manuscrit original, mais certains d'entre eux lui ont apparemment échappé à en juger par le nombre d'inédits dévoilés par Faugère. Entre autres ajouts, nous devons à son édition un portrait de Blaise Pascal par Jean Domat, proche ami de Pascal, dont il peut obtenir un fac-similé, l'original ayant été collé par Domat lui-même dans un de ses ouvrages, propriété d'un conseiller à la cour de Riom au moment où Faugère se rend en Auvergne.
Composée de deux volumes, l'édition de Faugère repose sur le fragment Ordre 4 (Laf. 6, Sel. 40), qui semble présenter soit deux suppositions de plan, soit un plan et son alternative. Le premier volume comprend toutes les œuvres et les fragments qui n'ont pas été jugés comme faisant partie de l'ouvrage prévu par Blaise Pascal qu'il présente dans une conférence en 1658, et le second les textes et notes préparatoires de cet ouvrage. Elle rencontre un grand succès, comme en témoigne notamment la chronique de Sainte-Beuve dans la Revue des deux-mondes : il évoque « une édition des plus exactes, la plus exacte même, tout à fait telle qu'on la veut aujourd'hui, reproduisant le texte original avec toutes ses ellipses, ses audaces, ses sous-entendus, ses lacunes ». Le théologien protestant suisse Alexandre Vinet, spécialiste de Pascal, fait également l'éloge de cette édition (Etudes sur Blaise Pascal, 1856), après avoir critiqué celle de Cousin. Le Dictionnaire universel contemporain publié par Gustave Vapereau en 1880 la mentionne comme « la véritable édition princeps ». De son côté, Faugère considère son travail comme « la première édition exacte et complète des Pensées de Pascal ». Pourtant, faisant preuve d'un « un tact parfait », il n'insiste pas dans son introduction sur les erreurs de ses prédécesseurs. Cependant, si Sainte-Beuve se veut élogieux dans les premières lignes de sa critique, il exprime plus loin un certain regret de cette tentative de restituer le plus fidèlement possible les étapes du travail de l'écrivain et déplore une époque qui « [saisit] et [admire] ainsi ses grands hommes dans leur déshabillé, ses grands écrivains jusque dans leurs ratures ».
Son travail est rapidement traduit en allemand, tandis qu'une traduction anglaise de George Pearce suit en 1849. Elle influence grandement Louis Lafuma, qui tente également de revenir au manuscrit original et possède dans sa bibliothèque les deux volumes des Pensées éditées par Faugère. Ernest Havet publie à son tour (1851-1852) une édition des Pensées relativement semblable à celle de Faugère, mais jugée plus précise encore par Zacharie Tourneur, autre éditeur de Blaise Pascal. Ces travaux sont encore complétés par « l'édition paléographique » d'Auguste Molinier (1877-1879) avec l'ajout des notes de Pascal qu'il a pu retranscrire d'après les manuscrits originaux. Suivront, pour citer les principales éditions savantes, les publications de Gustave Michaut (1896), Léon Brunschvicg (1904), Zacharie Tourneur (1938-1942), Louis Lafuma (1951-1964), Michel le Guern (1977), et Philippe Sellier (2000-2011).
Faugère fait également paraître en 1844 le catalogue de tous les écrits de Pascal dressé par Pierre Guerrier.

### Polémique des faux autographes de Pascal

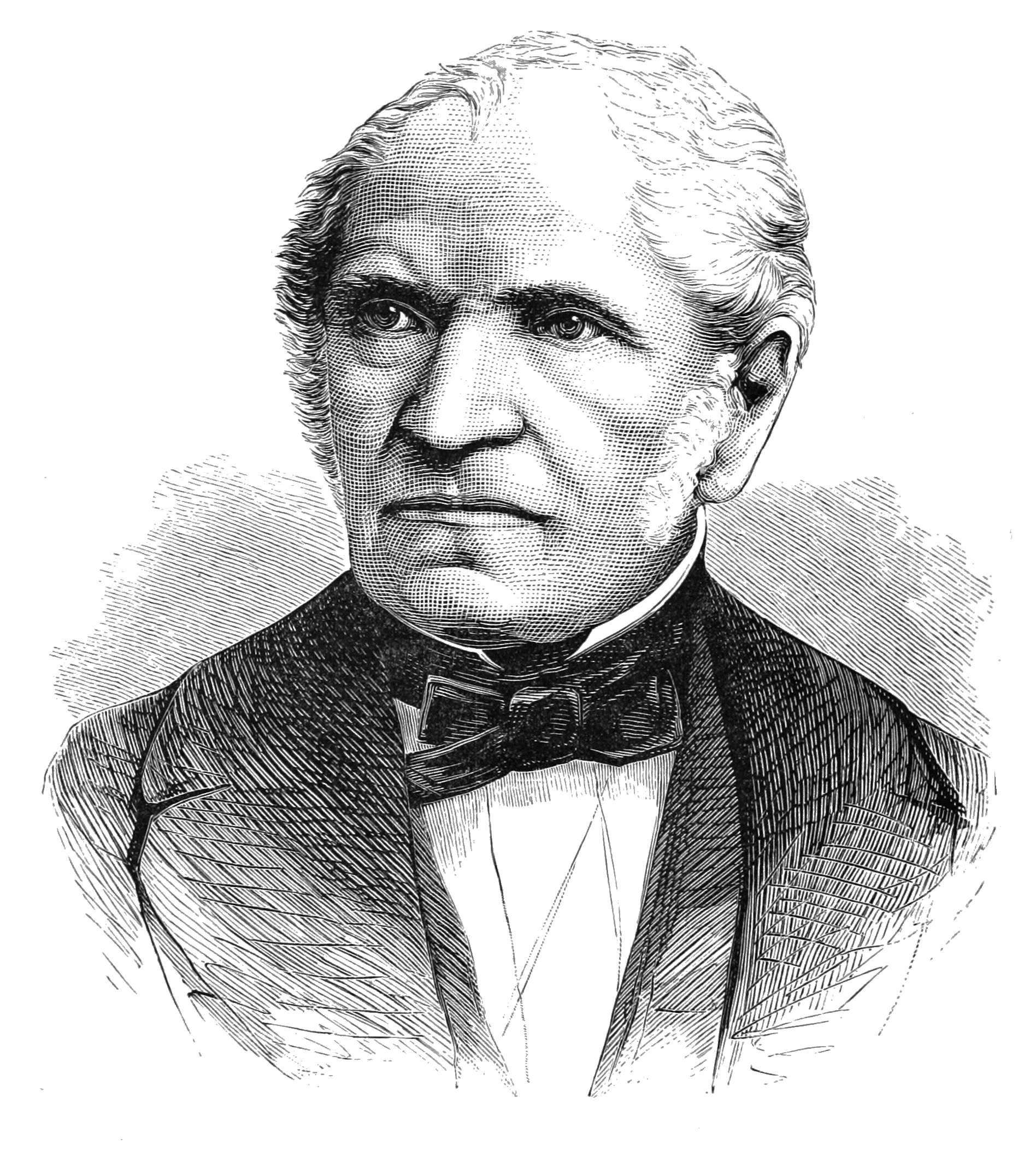
Gravure de Michel Chasles parue dans le volume XVIII de la revue The popular science monthly (nov. 1880 - avr. 1881). Un hommage lui est rendu dans le même volume à la suite de son décès le 18 décembre 1880.

Faugère publie en 1868 une Défense de B. Pascal et accessoirement de Newton, Galilée, Montesquieu, etc., contre les faux documents présentés par M. Chasles à l'Académie des sciences. Cet ouvrage concerne un ensemble d'un millier environ de lettres et manuscrits, dont la plupart autographes, qu'a acheté pour 150 000 francs l'Académicien Michel Chasles à Denis Vrain-Lucas. Leur présentation par leur nouvel acquéreur à l'Académie des Sciences est le point de départ d'un scandale qui va jusqu'à toucher la communauté scientifique européenne. Faisant intervenir Hobbes, Mariotte, Saint-Évremond, La Bruyère, Desmaizeaux ou encore Robert Boyle, Huygens et Isaac Newton, l'abondante correspondance suggère entre autres que Pascal aurait découvert les lois de la gravitation, détaillées dans deux lettres à Robert Boyle datées des 8 mai et 2 septembre 1652, avant Newton. Seulement, si Faugère reconnaît à Pascal un intellect susceptible de donner lieu à ces lois, il rappelle qu'il n'a, « à aucune époque de sa vie, dirigé ses efforts dans cette voie. ». Il faut ajouter à cela que d'après Jean-Marie Duhamel, l'un des premiers à soulever le caractère insolite de ces lettres, Pascal aurait eu du mal à mener à bien ses calculs sans connaître exactement le diamètre de la Terre. Cette idée que Pascal aurait travaillé sur l'attraction vient selon Faugère d'une erreur d'attribution d'une lettre du 16 août 1636 par Étienne Pascal, père de Blaise, écrite avec Roberval au mathématicien Pierre de Fermat, dans laquelle il évoque les lois de la pesanteur. Par ailleurs, Newton n'étant âgé que de onze ans à l'époque à laquelle le faussaire situe les lettres, il est d'autant plus improbable qu'il ait déjà commencé des travaux aussi avancés qu'il n'a que plus tardivement démontré son intérêt et son talent pour les sciences.

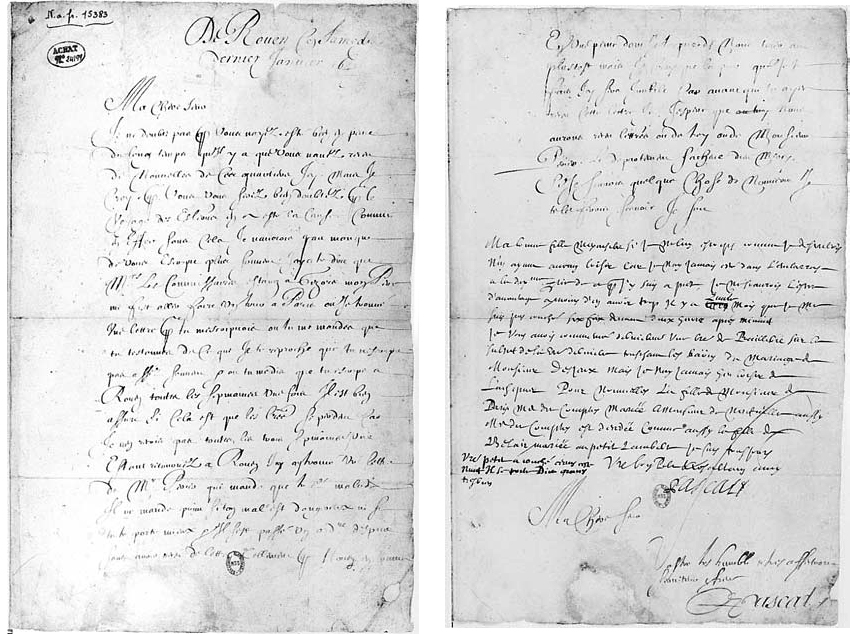
Lettre de Blaise Pascal à sa sœur Gilberte (1643), reproduite dans Défense de B. Pascal (...) contre les faux documents présentés par M. Chasles à l'Académie des sciences.

Faugère présente dans sa Défense des arguments selon lesquels non seulement ces manuscrits sont inauthentiques, mais sont en plus des contrefaçons maladroites ; il ne comprend pas « comment la sagacité d'un savant aussi distingué que M. Chasles [a] pu se laisser prendre à un piège aussi grossier ». Les principaux points concernent les écritures, une inadéquation avec les connaissances de l'époque sur les travaux et la vie de Pascal et Newton, des invraisemblances frappantes dans les récits amenés par les lettres, et une langue et une orthographe parfois incompatibles avec celles de l'époque. Le style de Pascal, « net, clair, précis, empreint d'une si remarquable originalité », n'est pas non plus reproduit de manière convaincante. La comparaison des écritures est l'un des éléments essentiels de l'argumentation de Faugère et semble suffire à prouver que les manuscrits acquis par Chasles sont des faux grossiers. Faugère trouve même dans les faux une prétendue signature de Pascal figurant sur une lettre qui lui a été remise en main propre, très certainement empruntée à son édition des Pensées de 1844 dans laquelle elle était reproduite pour la première fois. Il en conclut que les manuscrits de Chasles ont été fabriqués après 1844. Cette lettre est par ailleurs reconnue par Faugère comme étant un faux, la signature étant trop différente des autographes connus de Pascal.
Faugère déplore notamment le manque de vérification des sources, le manque de recherches autour de ces faux autographes et compare lui-même les écritures de ces manuscrits avec ceux de Pascal conservés à la « Bibliothèque impériale » (Bibliothèque nationale de France). D'après Faugère en effet, le faussaire ne s'est même « pas astreint à imiter l'écriture de Pascal, des sœurs de Pascal, de Newton ni d'aucun des autres personnages objets de son exploitation ». Le 27 juillet 1867, il suggère cette comparaison à l'Académie et une commission se réunit le 19 août, à laquelle assiste Michel Chasles. Sur proposition de l'astronome Urbain Le Verrier, pour qui la comparaison des écritures n'est pas pertinente dans le domaine des sciences, on demande à Chasles la source de ces faux manuscrits de Pascal. Faugère affirme par ailleurs que Chasles a refusé de soumettre les manuscrits à examen, ce que le mathématicien réfute peu de temps après en rappelant notamment l'expertise d'Antoine-Jérôme Ballard selon laquelle le caractère ancien des manuscrits est indéniable.

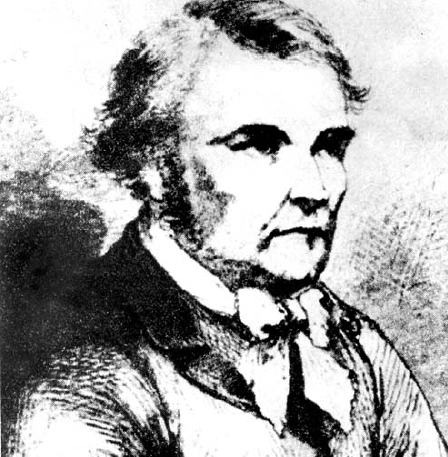
Denis-Vrain Lucas

Faugère démontre pourtant que non seulement l'ensemble des manuscrits de la collection de Chasles est fausse, mais que tous sont de la même main ; il explique même les contrefaçons maladroites des différentes écritures par l'impressionnante quantité de documents pour laquelle une reproduction plus fine aurait exigé un travail colossal. Chasles réplique à ces déclarations que si Faugère a conservé quelques uns de ces manuscrits durant un an, il a refusé d'examiner certains d'entre eux et ne peut donc être en mesure de les déclarer faux.
Finalement, les manuscrits sont bien des faux : Michel Chasles est d'ailleurs la victime de plusieurs arnaques de la part de Vrain-Lucas et lui achète de nombreuses contrefaçons, même invraisemblables, l'une des plus insolites étant une lettre de Cléopâtre à Marc-Antoine... en français.
Cette affaire est largement documentée dans les ouvrages ou la presse, et ce dès 1870, la présentation des faux de Pascal ayant fini par mettre en lumière les agissements de Vrain-Lucas. Elle figure notamment dans L'Univers le 21 février 1870 et dans le Journal de Toulouse du 21 février 1870 ; le Journal des commissaires-priseurs donne quant à lui le compte-rendu du procès qui se tient au tribunal correctionnel de la Seine, le 23 février 1870, au sujet de l'ensemble contenant les fausses lettres de Pascal. L'affaire apparaît dans plusieurs articles du supplément littéraire du Figaro, sous le titre « Le Trucage » du 10 novembre 1883 - l'ouvrage Le truquage : altérations, fraudes et contrefaçons dévoilées du même auteur (1884) traite également de l'affaire - « Les grandes mystifications littéraires », publié le 1er octobre 1910, ou encore le 31 mai 1924 sous le titre « Le vrai et le faux » dans la rubrique « Curiosités littéraires ». On la retrouve encore de nos jours, dans Les plus belles histoires de l'escroquerie : du collier de la reine à l'affaire Madoff, de Christian Chavagneux par exemple.

### LeDiscours sur les passions de l'amour
Faugère fait partie de ceux soutenant l'authenticité du Discours sur les Passions de l'amour, découvert par Victor Cousin en 1843. Pour lui, « l'âme et l'esprit de Pascal se décèlent partout dans ces pages empreintes d'une mélancolie chaste et ardente » et il intègre le texte dans son édition des œuvres de Pascal (1844). Bien que convaincu par la démonstration de Victor Cousin exposée dans un premier article dans la Revue des deux mondes, il exprime de fortes réticences quant à une vision du philosophe qu'il juge insultante et indigne du sérieux et du prestige accordés à l'écrivain : « Pascal, l'homme de la pensée pure, ce génie tout spiritualiste, se trouvait transformé en une sorte de petit maître épicurien et donnant, avec plus de délicatesse qu'Ovide il est vrai, des préceptes de galanterie. Telle fut l'illusion produite par ce petit commentaire que des personnes du goût le plus judicieux et fort capables assurément de reconnaître le style de Pascal, refusèrent de lui attribuer le Discours sur les passions de l'amour. ». Pour Faugère, l'article de Victor Cousin qualifie le Discours de « médiocrement platonicien » là où lui considère qu' « en lisant le Discours sur les passions de l'amour, on n'y trouvera rien qui ne soit parfaitement digne de ce que Pascal a écrit de meilleur et de plus beau ». Faugère ne voit en effet aucune incompatibilité entre le religieux et l'homme ; il cite des passages venus étayer une vision du sentiment amoureux bien différente de ce qu'il nomme « passion vulgaire » ou « caprice changeant de la volupté », aussi haute à ses yeux que les productions de Fénelon et Platon. Toujours à propos de Victor Cousin qui, ayant lu les Mémoires de Fléchier sur les grands jours d'Auvergne, en 1665, s'enthousiasme du fait que Pascal ait pu « être sensible à l'esprit et à la beauté », Faugère répond que « loin d'être incompatible avec le génie de Pascal, ce sentiment lui sied bien au contraire» et que « la démonstration est puérile tant elle est superflue ».

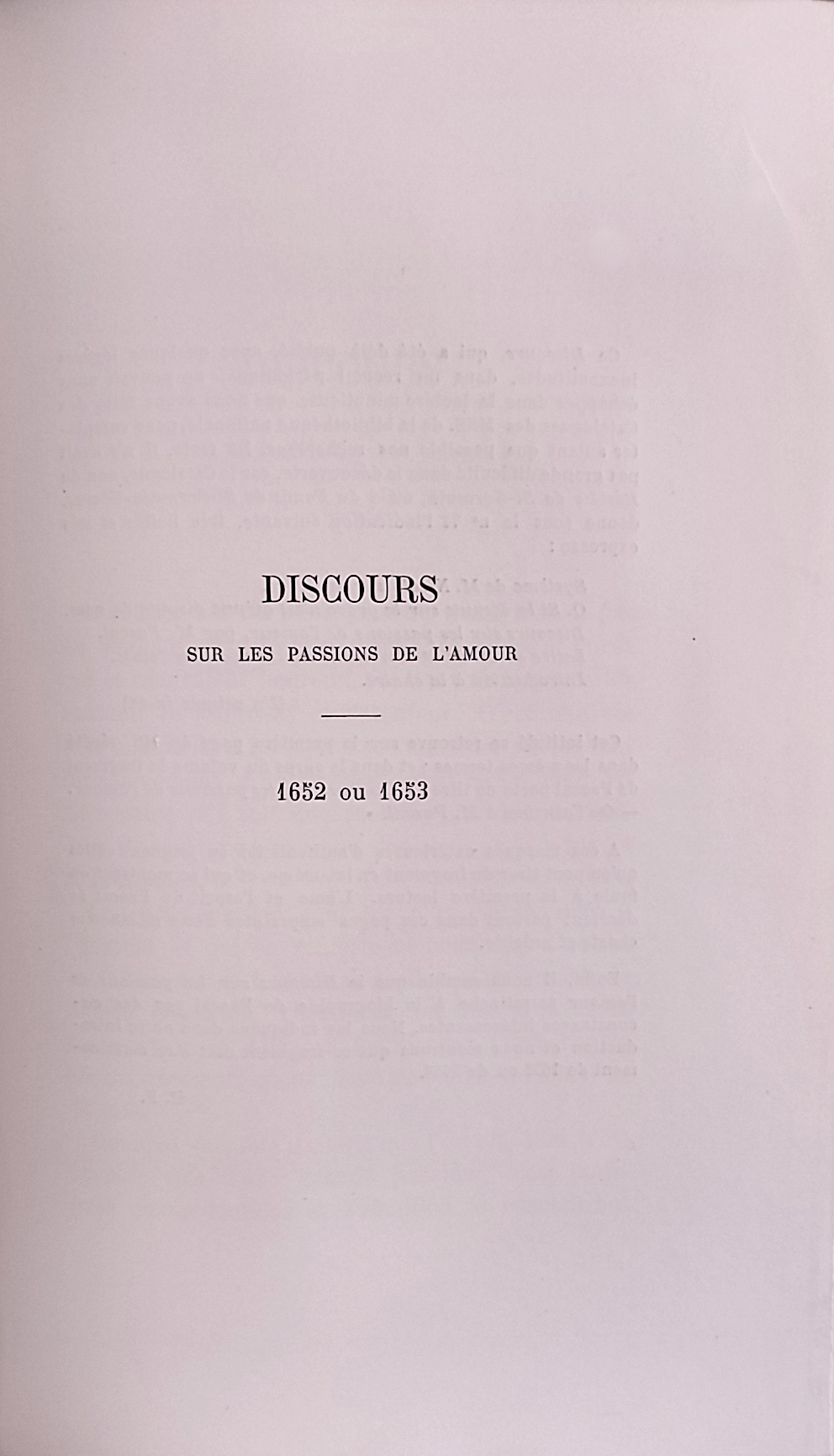
Page de titre du Discours sur les passions de l'amour dans l'édition des œuvres complètes de Blaise Pascal par Armand-Prosper Faugère, parue en 1844.

Seulement, malgré son expertise, Faugère se voit reprocher de ne pas s'appuyer sur des preuves tangibles lorsqu'il affirme que Pascal est l'auteur du Discours ou qu'il « ne doute pas que Mlle Roannez soit la personne qui charma Pascal, et à laquelle il rêva de donner sa main, », là où certains auteurs sont plus hésitants. Pour l'abbé Flottes par exemple, la différence de classe sociale entre Pascal et Charlotte de Roannez rend leur union difficilement concevable malgré les rapports chaleureux qu'entretient Pascal avec son frère le duc Artus Gouffier de Roannez : Faugère se laisse emporter par ce qu'il sait de Mlle de Roannez et Pascal et « [compose] leur roman ». Il semble en effet relire l'histoire de Pascal à la lumière du Discours, mais explique que l'appartenance sociale de Charlotte a justement pu paraitre intéressante au Pascal mondain souhaitant s'élever dans la société et rapproche cette hypothèse d'un passage du Discours : « Quand on aime une dame sans égalité de condition, l'ambition peut accompagner le commencement de l'amour, mais en peu de temps il en devient le maître ». Il reconnaît cependant, comme Flottes, que le fait que Charlotte de Roannez et Pascal appartiennent à des milieux différents ait pu rendre impossible une quelconque liaison, et suggère même que cette déception a pu pousser à Pascal à chercher consolation auprès de la religion. Pour Adolphe de Lescure, les exhortations religieuses de Pascal à l'attention de Charlotte avaient même pour but de la mettre à l'écart du monde.
Cette thèse n'est pas admise par tous les tenants de l'authenticité du Discours. Si l'on souligne que les lettres de Pascal à Charlotte de Roannez se caractérisent plutôt par leur ton sévère, Faugère répond que ceci est dû à la censure janséniste qui n'a conservé que les passages utiles à « l'édification » religieuse pour en écarter le reste, dont les réponses de Charlotte de Roannez à Pascal. Il ajoute que « sous les formes graves et sévères que revêtent les exhortations religieuses qu'il lui adresse, on sent une tendre sollicitude que la charité seule n'expliquerait point ». Lescure appuie cette idée : il rappelle les importantes modifications des Pensées par Port-Royal, de même que l'écartement des lettres de Charlotte de Roannez, et l'attribue à l'implication capitale d'Artus Gouffier dans l'édition des Pensées.
Un autre reproche fait à Faugère est qu'il justifie l'authenticité du texte en affirmant que le scepticisme affiché dans le Discours se retrouve chez le jeune Pascal avant sa conversion. Sa fréquentation des Roannez et des personnalités de sa génération, imprégnées des Essais de Montaigne, justifierait de même cet scepticisme. Faugère va plus loin : c'est dans sa période mondaine, témoin des attitudes de ses contemporains, que Pascal a puisé « le besoin de venger la morale et la religion ». Par ailleurs, Faugère situe à partir de 1648 la période durant laquelle Pascal aurait écrit le Discours, alors que d'autres chercheurs, en se basant notamment sur le vocabulaire ou sur des emprunts de formules ajoutées aux Pensées dans l'édition de 1670, affirment que le texte ne peut qu'être postérieur à la mort de Pascal. Comme d'autres persuadés que Pascal a écrit le Discours, Faugère ne revient pas sur sa position. Il faut préciser qu'il décède en 1887, et qu'un des premiers travaux d'envergure enlevant à Pascal la paternité de ce texte est publié par Ferdinando Neri en 1921.

## Autres écrits
Si les productions centrées sur Pascal représentent une partie significative du travail d'Armand-Prosper Faugère, ses écrits comprennent également les Fragments de littérature morale et politique (1865) qui rassemblent entre autres ses éloges de Montaigne, Jean Gerson et Pascal, tous trois récompensés par le Prix d'éloquence de l'Académie française, les introductions et avant-propos de ses éditions des Pensées, de l'abrégé de l'Imitation de la vie de Jésus-Christ, des Lettres, opuscules et mémoires des sœurs de Pascal, Gilberte et Jacqueline, et de sa nièce Marguerite, des Lettres d'Agnès Arnauld, une notice sur Turgot, et les articles rédigés pour l'Encyclopédie du dix-neuvième siècle. Le but apparent du volume était de « réunir sous une forme plus commode pour lui et pour ses amis » des écrits de Faugère déjà publiés.
De manière générale, ses écrits concernent majoritairement la littérature et la philosophie des XVIIe et XVIIIe siècles, l'histoire et la politique. Dans Un mot de vérité sur la crise ministérielle et sa solution possible (1839), Faugère expose ses vues en faveur de la monarchie constitutionnelle.

## Distinctions
Armand-Prosper Faugère a été trois fois lauréat du Prix d'éloquence de l'Académie française, en 1836, 1838 et 1842.
- 1836 : Du Courage civil, ou L'Hôpital chez Montaigne, discours qui a remporté le prix d'éloquence décerné par l'Académie française, dans la séance publique du 11 août 1836, Paris, s.d.
- 1838 : Éloge de Jean Gerson,... discours qui a remporté le prix d'éloquence décerné par l'Académie française, dans sa séance... du 11 août 1838, Paris, 1838
- 1842 : Éloge de Blaise Pascal.
- Commandeur de la Légion d'honneur (15 août 1861)

Il est également nommé officier de la Légion d'honneur le 12 août 1853, puis promu commandeur de la Légion d'honneur le 15 août 1861,.

## Conservation des archives

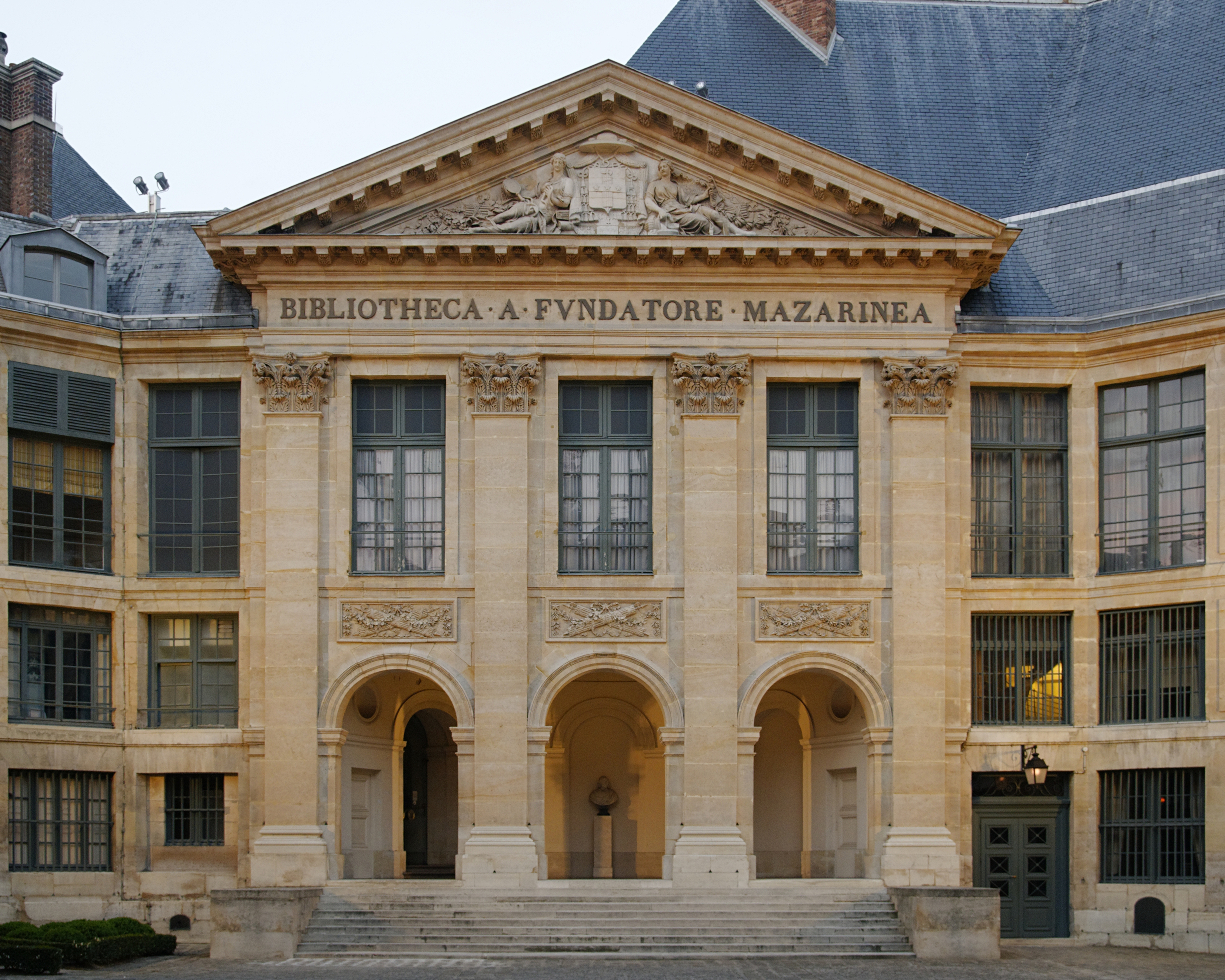
Fronton de la Bibliothèque Mazarine à Paris, à laquelle a été léguée une partie des archives et de la bibliothèque de Faugère.

Sa veuve Marie-Héloïse Garnon, qui décède le 15 février 1899, décide par testament de léguer les archives de Faugère à deux établissements : au Ministère des affaires étrangères vont 1548 ouvrages, et à la bibliothèque Mazarine environ deux cent cinquante imprimés et une trentaine de manuscrits qui enrichissent les collections en 1902. Malheureusement, un incendie au Ministère des Affaires Étrangères au cours de la Seconde Guerre Mondiale entraîne la perte de 762 documents sur les 1548 que contient initialement le fonds Faugère.
Le fonds de la bibliothèque Mazarine se compose des ouvrages et manuscrits relatifs aux études sur Blaise Pascal et le jansénisme et d'un incunable, les œuvres de Jean Gerson publiées en 1494. Il compte également une quarantaine d'éditions des Provinciales et pas moins de quatre-vingt éditions des Pensées. Les recueils de Jean Guerrier, prieur de l'abbaye de Saint-Jean d'Angély, consistant en une Copie des Pensées et divers autres papiers de Pascal reliés dans un volume, constituent les éléments les plus remarquables de ce fonds et ont été donnés par l'évêque de la Rochelle en personne à Faugère. Le manuscrit de la Vie de M. Pascal par Gilberte Périer est également légué à la bibliothèque Mazarine.

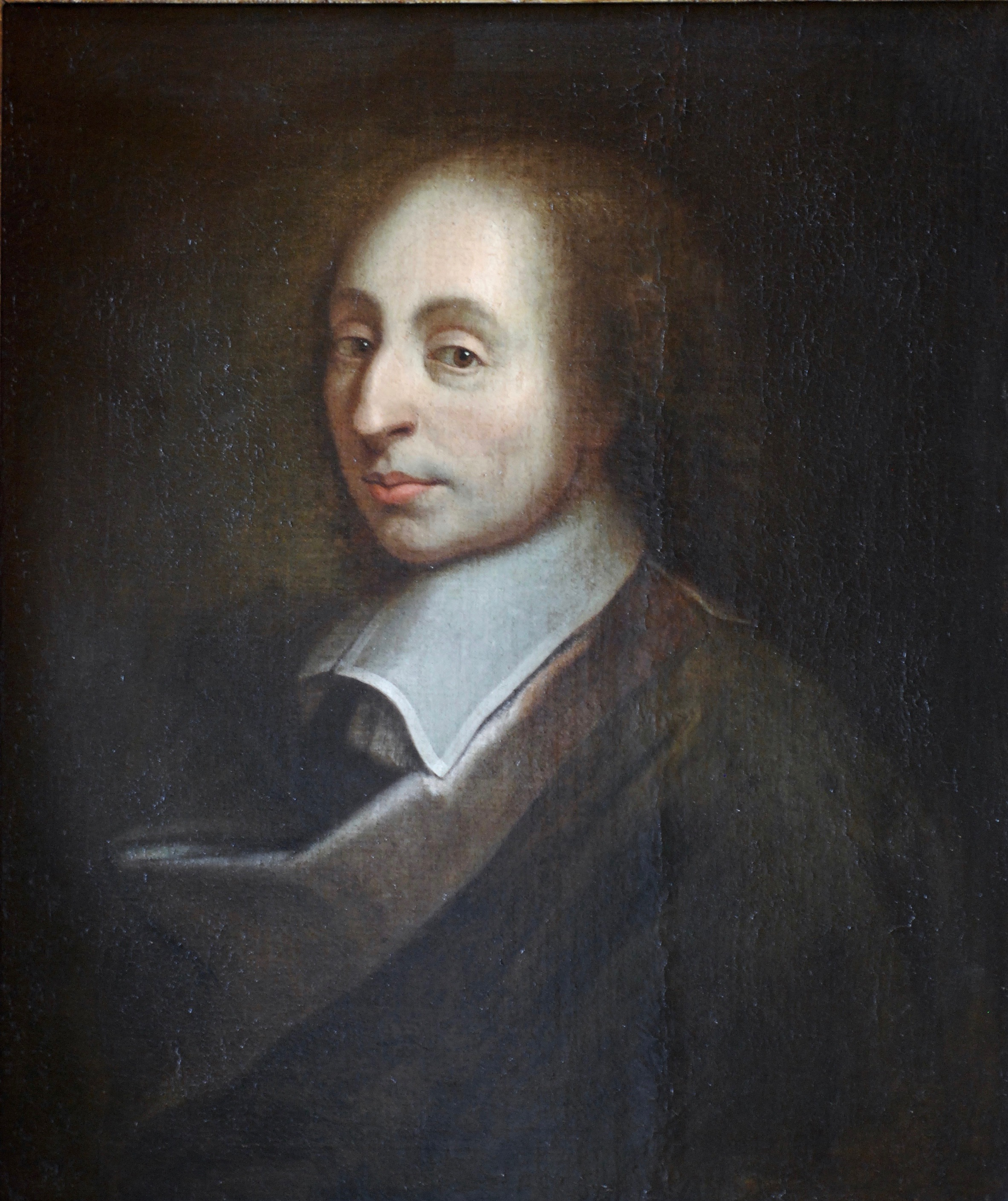
Portrait peint de Blaise Pascal (Collection Faugère)

En 1900, son épouse lègue au musée du Louvre un portrait de Blaise Pascal, aujourd'hui déposé au château de Versailles.

## Œuvres

### Auteur principal
- Armand-Prosper Faugère, Édition des œuvres de Pascal. Préambule et introduction…, Paris
- Armand-Prosper Faugère, Vie et bienfaits de La Rochefoucauld-Liancourt, Paris, Ledoyen, 1835
- Armand-Prosper Faugère, Du Courage civil, ou L'Hôpital chez Montaigne, discours qui a remporté le prix d'éloquence décerné par l'Académie française, dans la séance publique du 11 août 1836, Paris
- Armand-Prosper Faugère, Éloge de Jean Gerson,... discours qui a remporté le prix d'éloquence décerné par l'Académie française, dans sa séance... du 11 août 1838, Paris, 1838 (lire en ligne)
- Armand-Prosper Faugère, Un mot de vérité sur la crise ministérielle et sa solution possible, Paris, Ledoyen, 1839
- Armand-Prosper Faugère, Éloge de Blaise Pascal, 1842
- Armand-Prosper Faugère, Génie et écrits de Pascal. Traduit de l'Edinburgh-Review (N° de janvier 1847) par M. P. Faugère (1847), Paris, Amyot, Vaton, 1847 (lire en ligne)
  - « Genius and writings of Pascal », The Edinbugh Review,‎ 1er janvier 1847, p. 178-220 (lire en ligne) : article original traduit par Prosper Faugère
- Armand-Prosper Faugère, Liberté, égalité, fraternité, probité. Aux électeurs... de la Dordogne, Paris, 1848
- Armand-Prosper Faugère, La Merveille du siècle. Les Richesses de Californie, Paris, 1850
- Armand-Prosper Faugère, De la Propagande musulmane en Afrique et dans les Indes, Paris, Au bureau du Correspondant, 1851
- Armand-Prosper Faugère, Le Zollverein, ou l'Union des douanes de la Prusse et des États allemands de 1819 à 1841, Paris, 1859
- Armand-Prosper Faugère, La vérité vraie sur la publication des Mémoires de Madame Roland, Paris, Librairie de L. Hachette et cie, 1864
- Armand-Prosper Faugère, Fragments de littérature morale et politique, Paris, L. Hachette, 1865
- Armand-Prosper Faugère, Histoire des sciences. Lettre de M. Faugère à M. le président de l'Académie des sciences, relative aux dernières observations de M. Chasles. Paris, 24 août 1868
- Armand-Prosper Faugère, Défense de B. Pascal et accessoirement de Newton, Galilée, Montesquieu, etc., contre les faux documents présentés par M. Chasles à l'Académie des sciences, Paris, L. Hachette, 1868

### Éditeur scientifique
- Pensées, fragments et lettres de Blaise Pascal, publiés pour la première fois conformément aux manuscrits originaux en grande partie inédits, Paris, Andrieux, 1844 (lire en ligne)
- Lettres, opuscules et mémoires de madame Périer et de Jacqueline, sœurs de Pascal, et de Marguerite Périer, sa nièce. Publiés sur les manuscrits originaux par M. P. Faugère, Paris, A. Vaton, 1845
- Pensées choisies de Blaise Pascal, Paris, J. Delalain, 1848Réédité de 1867 (2e édition) à 1892 (11e édition)
- Agnès Arnauld, Lettres de la Mère Agnès Arnauld, abbesse de Port-Royal, Paris, B. Duprat, 1858
- François de Potshoek et Philippe de Villers, Journal d'un voyage à Paris en 1657-1658, Paris, B. Duprat, 1862
- Mémoires de Mme Roland écrits durant sa captivité. Nouvelle édition... revue et complétée... par M. A.P. Faugère, Paris, L. Hachette, 1864
- Louis de Rouvroy, duc de Saint-Simon, Parallèle des trois premiers rois Bourbons, Paris, Hachette, 1880
- Louis de Rouvroy, duc de Saint-Simon, Écrits inédits de Saint-Simon, Paris, Hachette, 1880-1893
- Louis de Rouvroy, duc de Saint-Simon, Mélanges 1, Paris, Hachette, 1880
- Louis de Rouvroy, duc de Saint-Simon, Mélanges 2, Paris, Hachette, 1881
- Louis de Rouvroy, duc de Saint-Simon, Mélanges 3, Paris, Hachette, 1882
- Louis de Rouvroy, duc de Saint-Simon, Nottes sur tous les duchés-pairies, comtés, pairies et duchés vérifiés depuis 1500 jusqu'en 1730, Paris, Hachette, 1883
- Blaise Pascal, Œuvres de Blaise Pascal, Paris, Hachette, 1886-1895
- Pensées, fragments et lettres de Blaise Pascal, publiés pour la première fois conformément aux manuscrits originaux en grande partie inédits, par M. Prosper Faugère, Paris, Leroux, 1897La 2e éd. donne en outre le "Discours sur les passions de l'amour"
- François de Potshoek et Philippe de Villers, Journal du voyage de deux jeunes hollandais à Paris en 1656-1658, Paris, H. Champion, 1899

### Publications dans des revues ou ouvrages collaboratifs
- Armand-Prosper Faugère, « Histoire du Consulat et de l'Empire (tome VIII) par M. Thiers. (2e article) », Le Correspondant,‎ 3 juin 1849
- Armand-Prosper Faugère, « Jean-Jacques Rousseau à Venise », Le Correspondant,‎ 10 juin 1888

Il participe également à la rédaction d'articles pour la Revue du XVIIe siècle.

### Collaboration à des revues et journaux
Il collabore au Moniteur religieux entre 1835 et 1836 avec sa série « Lettres à un habitant de la province » et travaille pour le Temps et la Constitution.